# Pic de Gerbats
Pic de Gerbats – szczyt w Pirenejach Centralnych. Położony jest w południowej Francji, w departamencie Pireneje Wysokie, na terenie gminy Aragnouet, przy granicy z Hiszpanią. Usytuowany jest w Parku Narodowym Pirenejów.